# Голошко, Филип
Фи́лип Го́лошко (словац. Filip Hološko; 17 января 1984, Пьештяни, Чехословакия) — словацкий футболист, нападающий. Выступал за сборную Словакии.

## Карьера

### Клубная
В возрасте 5 лет отец, бывший профессиональным гандболистом, отвёл Филипа в секцию гандбола, однако футбол ему был более интересен, и через год он записался в школу местного клуба «Пьештяны». С самого начала Филип играл в нападении. В 1998 году его пригласили в клуб «Озета Дукла» из Тренчина, в котором он продолжил выступать за юношеские команды, в составе которых добился определённых успехов: дважды становился чемпионом страны и вызывался в сборные соответствующих возрастов. 17 ноября 2001 года первый и единственный раз в карьере сыграл в чемпионате Словакии, выйдя на замену за 30 минут до конца выездного матча против братиславского «Интера», в котором его команда уступила со счётом 0:3.
В начале 2002 года Голошко переехал в Чехию, в либерецкий «Слован». Первоначально выступал за резервный состав, и после того, как забил за него 10 мячей, получил шанс сыграть в основе. Дебютировал в чемпионате Чехии, выйдя на замену за 20 минут до конца матча против пражской «Славии», а первый гол забил в своей 6-й игре в чемпионате 6 апреля 2003 года в 22-м туре в ворота клуба «Яблонец 97», причём в том матче оформил и свой первый в карьере дубль. Летом 2004 года дошёл вместе с командой до финала Кубка Интертото, в котором, однако, «Слован» уступил в обоих матчах немецкому клубу «Шальке 04» из Гельзенкирхена, но Филип в финальных матчах участия не принимал, поскольку в полуфинале получил тяжёлую травму, из-за которой затем пропустил целых полгода. Всего за «Слован» провёл 54 матча, в которых забил 17 мячей в ворота соперников.
В январе 2006 года перешёл в турецкий клуб «Вестел Манисаспор» из города Маниса, с которым подписал контракт на 4,5 года. В составе «Манисаспора» провёл 56 матчей, в которых забил 25 мячей, после чего, в декабре 2007 года, перешёл в стамбульский «Бешикташ», с которым подписал контракт на 2,5 года, сумма трансфера составила 5.000.000 € и, помимо этого, «Бешикташ» отдал «Манисаспору» двух игроков: Бурака Йылмаза и Корая Авджы. Дебютировал в составе «Бешикташа» 5 января 2008 года в матче Кубка Турции против клуба «Дискиспор», а 12 января дебютировал и в турецком чемпионате в выездном матче против клуба «Коньяспор». Всего в том сезоне провёл 16 матчей и забил 7 голов в чемпионате, чем помог клубу занять 3-е место по итогам сезона. Помимо этого, сыграл 5 матчей и забил 2 гола в Кубке. В следующем сезоне провёл уже 30 матчей с 10 забитыми в них голами в чемпионате, внеся, тем самым, значительный вклад в итоговое чемпионство «Бешикташа» в сезоне 2008/09. Кроме этого, Филип помог команде завоевать в этом сезоне и Кубок страны, он сыграл в 9 матчах и забил 4 мяча соперникам, один из которых на 80-й минуте проходившей 13 мая 2009 года в Измире финальной встречи против клуба «Фенербахче», в которой «Бешикташ» одержал победу со счётом 4:2. В 2011 году перешёл на правах аренды в «Истанбул ББ».
20 июля 2015 года перешёл в австралийский «Сидней», заключив с клубом двухлетний контракт
.

### В сборной
Выступал за юношеские (разных возрастов, начиная со сборной для игроков до 16 лет) и молодёжную сборные страны. В составе «молодёжки» провёл 5 матчей, забил 1 гол: 27 ноября 2003 года в Абу-Даби, в первом матче своей команды на финальном турнире чемпионата мира против сверстников из ОАЭ. Всего на том чемпионате сыграл в 3-х матчах.
В составе главной национальной сборной Словакии дебютировал 3 сентября 2005 года, выйдя в стартовом составе проходившего в Братиславе товарищеского матча со сборной Германии, в той встрече Филип отыграл 80 минут, после чего был заменён Мартином Якубко, а его команда в итоге одержала неожиданную победу со счётом 2:0. Первый гол забил 16 ноября 2005 года в проходившем в Братиславе ответном стыковом матче к чемпионату мира 2006 года против сборной Испании, который завершился вничью 1:1, что не помогло словакам, поскольку первую встречу в Мадриде они вчистую проиграли со счётом 1:5.
В 2009 году принял участие в сентябрьских решающих матчах отборочного турнира к чемпионату мира 2010 года: 5 сентября вышел в стартовом составе и отыграл 87 минут, после чего был заменён Эриком Ендришеком, в проходившей в Братиславе ответной встрече против сборной Чехии, завершившейся вничью 2:2 и 9 сентября в проходившем в Белфасте матче против сборной Северной Ирландии, в этой игре Филип вышел на 65-й минуте, а уже на 67-й забил ставший в итоге победным гол, а его команда, одержав победу со счётом 2:0, впервые в истории практически обеспечила себе путёвку в финальную часть чемпионата мира.

## Достижения
«Слован Либерец»
- Финалист Кубка Интертото: 2004

«Бешикташ»
- Чемпион Турции: 2008/09
- Бронзовый призёр чемпионата Турции: 2007/08
- Обладатель Кубка Турции: 2008/09

«Слован Братислава»
- Обладатель Кубка Словакии: 2017/18

## Личная жизнь
Женат, жену зовут Аделка. В мае 2009 года у них родилась дочь, которую назвали София. В августе 2010 года у них родилась вторая дочь — Клаудия. Любимый футболист — Тьерри Анри.